# Олег Грибанов
Олег Михайлович Грибанов е съветски контраразузнавач (генерал, висш ръководител), сценарист и писател (автор на произведения в жанровете шпионски и криминален роман). Пише под псевдонима Олег Шмельов.

## Биография и творчество
Олег Грибанов е роден на 18 юли 1915 г. в село Пянтег, Пермска губерния, Руска империя, в бедно селско семейство. Известно време живее в детски дом. На 14 години започва работа като продавач в Чедрин, а после като счетоводител в организацията за съдействие на отбраната „Осоавиахим“.
През 1934 г. започва работа в Обединеното главно политическо управление (ОГПУ) – съветската служба за вътрешна сигурност, на технически длъжности като счетоводител, деловодител, контрольор. През 1938 г. е назначен на оперативна работа в НКВД и преминава тримесечен курс. Следващата година става член на Комунистическата партия и е назначен на отговорна работа в Свердловска област, първоначално като сержант и следовател. Постепенно до 1945 г. се издига до майор и заместник началник на отдела на КГБ в Свердловска област. През 1947 г. заема същия пост в Хабаровския край, а през 1950 г. в Уляновска област. През 1951 г., вече полковник, става заместник началник на 2-ро Главно управление на Министерството на държавната безопасност, а от 1954 г. в КГБ. През 1956 г. ръководи съветското котраразузнаване в Унгария при потушаването на въстанието и окупацията. Става генерал-лейтенант през 1961 г.
Кариерата му се срива през 1964 г., когато на Запад бяга неговият подчинен, син на министъра на корабостроителната промишленост, Юрий Носенко. Разкритията му водят до изтеглянето на стотици агенти на КГБ. Грибанов е изключен от КПСС и е лишен от званието „почетен сътрудник по безопасност“.
В следващите години работи като заместник-директор по охраната на завод №1134 (1964), директор на управление „Спецмедснаб“ (1965-1972), началник на московския отдел по техническо обслужване на Казанския завод (1972-1981), началник на Центъра за микрофилми „Пенакта“ (1981).
След уволнението му от КГБ, съвместно с работата си, започва да се занимава с литературна дейност заедно с другия бивш служител на КГБ Владимир Петроченков (Владимир Востоков). Пише под псевдонима Олег Шмельов с прикрепена към него биографична легенда, а разкриването на самоличността му става едва в началото на 1990-те год.
Заедно с Востоков издават поредицата „Грешката на резидента“ за съветския разузнавач Зарков-Тулев. Първата книга от нея „Грешката на резидента“ е публикувана през 1966 г. Заедно пишат и сценария за едноименния филм от 1968 г. Съвместно са автори и на криминалната повест „По следу „Одиссея“ и на филма „Кольцо из Амстердама“.
Самостоятелно е автор и на други криминалните повести – „Три черепахи“ и „Ключи“. Олег Грибанов умира на 8 октомври 1992 г.

## Произведения

### Серия „Грешката на резидента“ (Ошибка резидента) – сВладимир Востоков
1. Ошибка резидента (1966)
Грешката на резидента, изд.: ОФ, София (1970, 1988), прев. Людмила Писарева, Любен Велчев
2. С открытыми картами (1968)
3. Возвращение резидента (1979)
Завръщането на резидента, изд.: Народна младеж, София (1982), прев. Иванка Янакиева

### Повести
- Три черепахи (1984)
- Ключи

### Екранизации
- Ошибка резидента (1968)
- Судьба резидента (1970) – по романа „С открытыми картами“
- Посилка для Светлану (1974)
- Кольцо из Амстердама (1981) – съсценарист с Олег Шмельов
- Возвращение резидента (1982)
- Конец операции „Резидент“ (1986)